# Test des suites de Wald-Wolfowitz
Le test des suites de Wald-Wolfowitz est une alternative non-paramétrique au test T pour des échantillons indépendants. La procédure nécessite une organisation des données similaire à celle utilisée pour effectuer un test t sur des échantillons indépendants.

## Organisation des données
Le fichier de données doit contenir une variable de classement ou variable indépendante contenant au moins deux variables dépendantes.

## Procédure du test
Ce test suppose que la variable étudiée soit continue et qu'elle soit mesurée sur une échelle ordinale (c'est-à-dire avec des rangs).
L'hypothèse nulle stipule que les deux échantillons appartiennent à la même population.
Le test permet de tester l'hypothèse selon laquelle les deux échantillons indépendants sont tirés de deux populations divergeant sur plusieurs aspects, c'est-à-dire non seulement par rapport à la moyenne, mais également par rapport à la forme générale de la distribution. Ainsi, ce test est différent du test paramétrique T qui ne teste strictement que les différences de position (moyennes) entre les deux échantillons.
Carl Siegel recommande une correction de continuité lorsque les tailles d'échantillons ne sont pas très importantes.